# Politisches System Ghanas

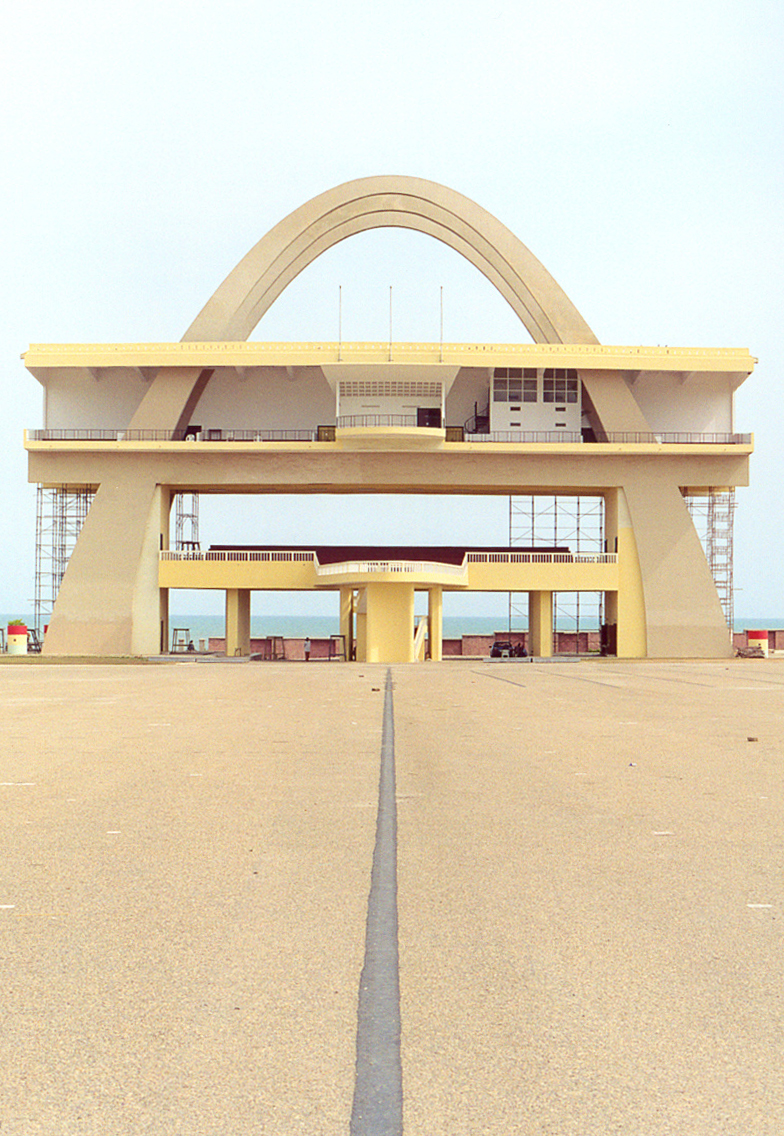
Unabhängigkeitsbogen auf dem Unabhängigkeitsplatz

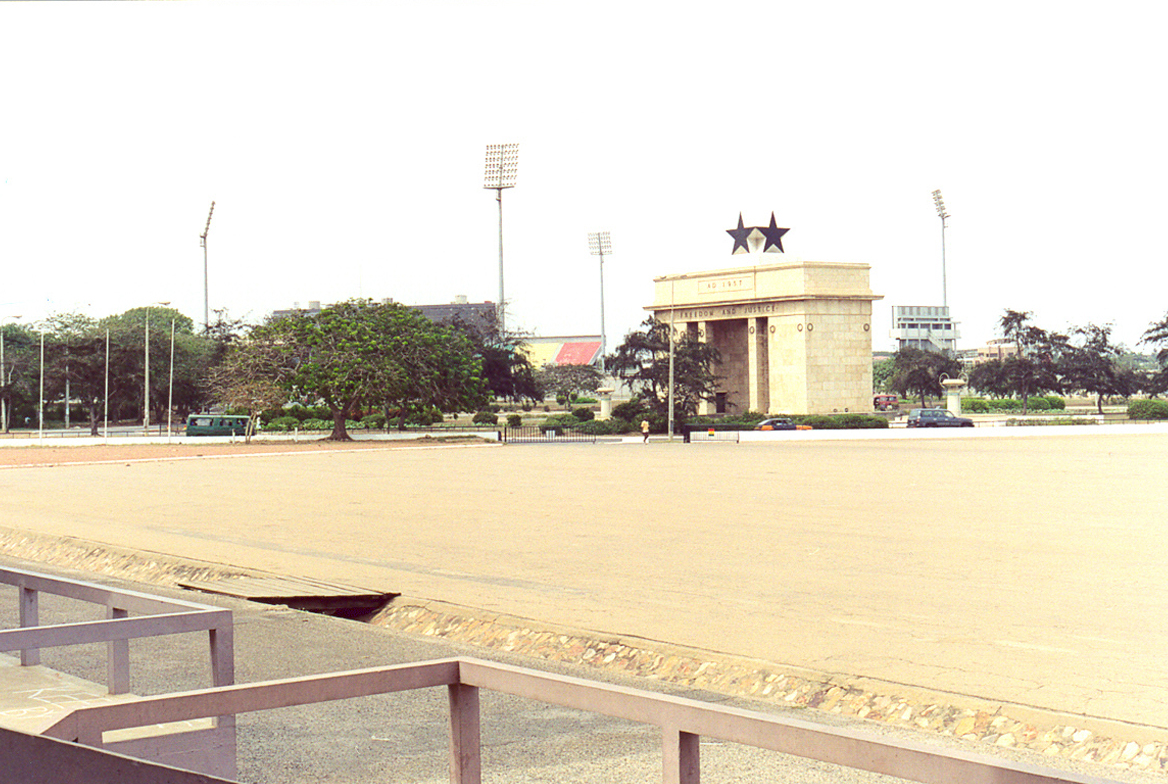
Der Black Star Arch in Accra vom Unabhängigkeitsplatz aus fotografiert. Hintergrund: Fußballstadion in Accra

Die Politik in Ghana ist eng verbunden mit der Geschichte Ghanas, der Geschichte des Sklavenhandels, der Existenz als Kronkolonie des Vereinigten Königreiches sowie dem Kampf um die Unabhängigkeit. Die Politik in Ghana wurde in der Vergangenheit fast ausschließlich fremdbestimmt. 1957 wurde Ghana unabhängig. Die politische Lage in Ghana war in den letzten Jahrzehnten nicht immer stabil. Militärputsche lösten demokratische Regierungen ab.
Der Machtwechsel in Ghana im Dezember 2000 war der Übergang von der Regierung unter Präsident Jerry Rawlings zu John Agyekum Kufuor gilt als demokratischer Meilenstein in der Geschichte des Landes. Wenige hatten mit einem demokratischen Machtwechsel gerechnet. Seither gilt die politische Lage in Ghana als stabil. Die aktuelle Politik ist immer noch geprägt von der wirtschaftlich brisanten Lage eines Landes des globalen Südens mit reichen Rohstoffreserven und wirtschaftlicher Abhängigkeit trotz politischer Unabhängigkeit.
Im Demokratieindex 2019 der britischen Zeitschrift The Economist belegt Ghana Platz 55 von 167 Ländern und gilt damit als eine „unvollständige Demokratie“. Im Länderbericht Freedom in the World 2017 der US-amerikanischen Nichtregierungsorganisation Freedom House wird das politische System des Landes als „frei“ bewertet. Das Land zählt damit zu den freisten innerhalb Afrikas.

## Verfassung
Die Verfassung der vierten Republik Ghanas von 1992 bekennt sich zu den allgemeinen Menschenrechten und Grundfreiheiten (Abschnitt 5). Im Abschnitt 1 wird das Inkrafttreten der Verfassung und ihre Verteidigung gegen innere und äußere Angriffe geregelt. Abschnitt 2 regelt das Territorium und den Wirkungskreis der Verfassung. Die Staatsbürgerschaft wird in der Verfassung geregelt (Abschnitt 3). Das Rechtssystem Ghanas basiert auf dem Common Law System. Dem Gewohnheitsrecht der einzelnen in Ghana lebenden Ethnien wird ein Bestandrecht eingeräumt (Abschnitt 4). Ein ganzer Abschnitt befasst sich mit den Verwaltungsprinzipien (Abschnitt 6). Mit der Repräsentation des Volkes beschäftigt sich der gesamte Abschnitt 7 der Verfassung. Unter anderem wird hier das Wahlrecht normiert sowie die Einrichtung einer Wahlkommission bestimmt. Das Recht der Einrichtung nationaler politischer Parteien ist als Grundlage der direkten Wahl des Präsidenten und des Parlamentes als wichtiges demokratisches Element in der Verfassung im Abschnitt 7 geregelt. Abschnitt 8 umfasst die Exekutive Ghanas und damit die Wahl und die Aufgaben des Präsidenten, Internationale Beziehungen, das Kabinett, den nationalen Sicherheitsrat sowie die nationale Planungs- und Entwicklungskommission. Die Verfassung normiert den Rat des Staates als Beratungsorgan aus allen Teilen der Politik und der Regionen des Landes (Abschnitt 9). Die Regelungen zur Legislative umfassen die Zusammensetzung und Wahl des Parlamentes, und den Ablauf der Arbeit im Parlament sowie die Privilegien und Regelungen zur Immunität (Abschnitt 10). Die Judikative im Allgemeinen, des Verfassungsgerichts, wie auch die Aufgaben des Berufungsgerichts, des obersten Gerichts sowie der regionalen Tribunale regelt die Verfassung (Abschnitt 11). Die Unabhängigkeit der Medien erhält Verfassungsrang (Abschnitt 12). Die Finanzverfassung ist in Abschnitt 13 der Verfassung geregelt. In Abschnitt 14 ist der Militärdienst sowie die anderen Zivilen Dienste geregelt. Die Regelungen zur Polizei, dem Dienst in den Gefängnissen sowie die Einrichtung des Militärs in Ghana werden in den Abschnitten 15, 16 und 17 geregelt. Abschnitt 18 regelt die Kommission für Menschenrechte und Verwaltungsgerechtigkeit, Abschnitt 19 umfasst die Regelungen der Nationalen Kommission für Bildung. Abschnitt 20 enthält Regelungen zu den regionalen Regierungen sowie der Distrikte in Ghana, allgemein also die Regelungen zur Dezentralisierung und den regionalen Regierungen. Abschnitt 22 umfasst die Regelungen zu im öffentlichen Eigentum stehenden Landesteilen und Ressourcen. In Abschnitt 22 sind 8 Absätze enthalten, die von der Institution der Stammes-Häuptlinge (Chieftaincy) handeln. Die Rechte und die Arbeit der Untersuchungskommission (Commissions of Inquiry) sind im Abschnitt 24 geregelt.
Der Verhaltenskodex der Bediensteten des öffentlichen Dienstes enthält der Abschnitt 24 der Verfassung. Abschnitt 25 und 26 enthalten Rand- und Zusatzregelungen.

## Politisches System
Ghana ist eine Präsidialrepublik, in der sowohl das Parlament als auch der Präsident direkt vom Volk gewählt werden. Die Wahlperiode dauert jeweils vier Jahre, der Präsident ist nur berechtigt, zwei Amtsperioden einzunehmen. In der nunmehr vierten Republik ist der Präsident sowohl Staatsoberhaupt, Leiter der Regierung als auch oberster Befehlshaber. Er genießt während seiner Amtszeit Immunität und ist der Verfassung verpflichtet. Seiner Beratung dienen neben den Ministern auch die Mitglieder des Rates des Staates.

### Wahlsystem
Die Wahlen in Ghana zum Parlament und zum Präsidenten sind allgemein, gleich, frei und geheim und werden direkt vom Volk ausgeübt.
Der Präsident muss mehr als 50 Prozent der abgegebenen Stimmen auf sich vereinigen. Gelingt es bei mehreren Kandidaten keinem, im ersten Wahlgang die vorgeschriebene Mehrheit zu erlangen, so findet nach 21 Tagen ein zweiter Wahlgang statt, bei dem in einer Stichwahl die beiden Kandidaten mit den besten Ergebnissen aus dem ersten Wahlgang gegeneinander antreten. Der Präsident muss mindestens 40 Jahre alt sein und von Geburt an die ghanaische Staatsbürgerschaft innehaben.
Das Land ist in so viele Wahlkreise unterteilt, wie Sitze im Parlament vergeben werden sollen. Zurzeit stehen hierfür 230 Sitze zur Verfügung. Die Wahlen richten sich nach dem reinen Mehrheitswahlrecht, also gilt grundsätzlich der Kandidat als gewählt, der in seinem Wahlkreis, in dem er auch wohnhaft sein muss, die einfache Mehrheit der abgegebenen Stimmen auf sich vereinigt. Dies hat in Ghana zur Herrschaft eines dominierenden Zweiparteiensystems geführt. Die New Patriotic Party und der National Democratic Congress sind zurzeit die beiden dominierenden Parteien. Andere Parteien sind zugelassen und registriert. Einige Sitze konnten bisher im Parlament auch immer von anderen Parteien eingenommen werden.
Die Wahlen zum Parlament sind durch den Supreme Court, das Verfassungsgericht, überprüfbar, nachdem ein Bürger Ghanas eine Petition beim Supreme Court innerhalb von 21 Tagen nach der Veröffentlichung der Wahlergebnisse eingereicht hat.

### Rolle des Präsidenten in Ghana
Der Präsident des Staates übt in Personalunion auch gleichzeitig die Regierungsgeschäfte aus und ist der Oberbefehlshaber über die Streitkräfte. Damit verfügt er über eine sehr starke Machtposition, die zunächst lediglich durch das Parlament kontrolliert wird, das im Wesentlichen die Gesetzgebungskompetenz hat. Die Verfassung regelt die Möglichkeit, den Präsidenten des Amtes zu entheben, wenn ihm eine schwere Verfehlung zur Last gelegt wird. Dies ist etwa der Fall, wenn ihm nachgewiesen werden kann, dass er willentlich die Verfassung verletzt hat, sich also z. B. selbst bereichert in Ausübung seines Amtes oder die Sicherheit oder Funktion der Wirtschaft durch sein Verhalten gefährdet oder körperlich oder geistig nicht mehr in der Lage ist die Amtsgeschäfte zu führen.
Zwei Drittel der Parlamentsmitglieder müssen die Amtsenthebungsurkunde unterzeichnen. Der Sprecher des Parlaments hat daraufhin den Chief Justice (oberster Richter) zu informieren und eine Kopie an den Präsidenten zu übergeben. Eine Untersuchungskommission soll die Vorwürfe dann prüfen.
Zahlreiche Schlüsselpositionen des Landes werden durch den Präsidenten ernannt, die Gehälter der Parlamentsmitglieder werden vom Präsidenten nach den Grundsätzen der ordnungsgemäßen Wirtschaft zugesprochen. Zu den Schlüsselpositionen zählen auch die Mitglieder der Wahlkommission. Das Parlament bestimmt das Gehalt des Präsidenten.
Der Präsident führt die Verträge, Vereinbarungen und Gesetzes aus, die mit Wirkung für das Land in Kraft gesetzt wurden.
Der Präsident wird durch den Vizepräsidenten unterstützt, und von ihm ersetzt, sobald er sich im Ausland aufhält, seines Amtes enthoben ist oder aufgrund von körperlichen oder geistigen Umständen nicht mehr in der Lage ist, sein Amt auszuüben. Der Präsident ernennt die Vizepräsidenten.

### Exekutive
In Ghana ist der Staatspräsident zugleich das Oberhaupt der Regierung. Die Regierung übt insgesamt die exekutive Gewalt aus. Dabei ist die Rolle der Minister geregelt als Unterstützung für den Präsidenten bei der allgemeinen Verwaltung der Amtsgeschäfte. Die Minister sollen zum überwiegenden Anteil aus Mitgliedern des Parlamentes durch den Präsidenten ernannt werden. Es ist jedoch auch möglich das Kabinett mit Nicht-Parlamentsmitgliedern zu besetzen, die grundsätzlich das theoretisch passive Wahlrecht innehaben müssen.
Der Exekutive steht der nationale Sicherheitsrat zur Seite. Dieser besteht neben dem Präsidenten und dem Vizepräsidenten auch aus den Leitern der verschiedenen Sicherheitsorganisationen wie der Geheimdienste oder dem Verteidigungsminister.
Unter den Ministern wird einer zum Attorney-General ernannt. Er ist der erste Rechtliche Berater der Regierung und Mitglied des Judicial Council. Der Attorney-General hat das Recht an jedem Gerichtsverfahren des Landes teilzunehmen. Er untersucht rechtliche Angelegenheiten, die ihm der Präsident aufträgt und überwacht alle Anklagen aufgrund eines strafrechtlichen Verfahrens.
Das Kabinett darf gemäß der Verfassung maximal aus 19 Ministern bestehen. Jedoch ist der Staatspräsident grundsätzlich berechtigt so viele Minister zu ernennen, wie er für die Bewältigung der Amtsgeschäfte für notwendig erachtet. Regelmäßig werden daher auch Minister ernannt, die nicht Mitglieder des Kabinetts sind.

### Legislative
Die gesetzgebende Gewalt wird durch das Parlament ausgeübt. Jedoch steht dem Präsidenten über die Gesetzgebung ein Vetorecht zu. Zurzeit sind 230 Sitze im Parlament vergeben.
Die Abstimmungen im Parlament gelten als erfolgreich, wenn mindestens die Hälfte der Parlamentsmitglieder anwesend ist und die Mehrheit der anwesenden Mitglieder für das zur Abstimmung stehende ist. Gesetze müssen nach der erfolgten Abstimmung im Parlament vom Präsidenten unterzeichnet werden. Gesetze, welche die Einrichtung der Häuptlinge in Ghana beeinträchtigen, können nur erlassen werden, wenn der Nationale Rat der Häuptlinge (National House of Chiefs) mitwirkt. Das Parlament hat keine Gesetzgebungskompetenz, soweit eine gerichtliche Entscheidung durch das Gesetz abgeändert oder außer Kraft gesetzt werden soll. Der Präsident hat ein Gesetzesvorschlagsrecht.

### Judikative
In Ghana leitet sich laut Verfassung die rechtsprechende Gewalt direkt vom Volke ab. Die Gerichtsurteile ergehen im Namen der Republik, nicht im Namen des Volkes.
Die rechtsprechende Gewalt ist in Ghana unabhängig von der Exekutive und der Legislative. Weder der Präsident noch das Parlament können in die Entscheidungen der Gerichte eingreifen. Das Rechtssystem in Ghana basiert auf dem durch die ehemalige Kolonialmacht Vereinigtes Königreich nach Ghana gebrachte Common Law System.
Der Oberste Richter (Chief Justice) ist das Oberhaupt des Rechtssystems nach der Maßgabe der Verfassung. In seinen Verantwortungsbereich fallen die Regelung der Verwaltung und die Überwachung des Rechtssystems. Die Judikative hat alleinige Rechtsprechungsgewalt in allen Rechtsgebieten, also dem Zivilrecht, dem Strafrecht bis hin zur Überwachung der Einhaltung der Verfassung durch die anderen Organe der Gewaltenteilung.
Die oberste Rechtsprechungsgewalt verteilt sich auf
- den Supreme Court, Verfassungsgericht
- den Court of Appeal, Berufungsgericht
- den High Court (oberste Tatsacheninstanz) und die Regional Tribunals (regionale Gerichtsbarkeit).

Per Gesetz kann das Parlament die örtliche Gerichtsbarkeit einrichten. Eine wichtige Rolle im Rechtssystem hat der Chief Justice inne. Er wird vom Präsidenten unter Beteiligung des Parlaments ernannt. Chief Justice ist zurzeit Georgina Theodora Wood.

#### Supreme Court
Der Supreme Court hat große Überprüfungskompetenz seit der Verfassung von 1992 erlangt. Grundsätzlich ist der oberste Richter (Chief Justice) Richter am Supreme Court. Nach der Verfassung sind mindestens neun weitere Richter Teil des Supreme Court. Zurzeit hat der Supreme Court einen Richter mehr, als dies die Verfassung vorschreibt, also sind neben dem obersten Richter zehn weitere Richter Teil des Verfassungsgerichts.
Neben den alle vier Jahre stattfindenden Wahlen zum Präsidentenamt überprüft der Supreme Court als letzte Revisionsinstanz die in den anderen Instanzen ergangenen Urteile. Hauptaufgabe ist die Überprüfung von Angelegenheiten über die Wirksamkeit oder Vereinbarkeit von Gesetzen oder anderem staatlichen Handeln mit der Verfassung.
Als Richter zum Supreme Court kann nur berufen werden, wer neben der charakterlichen Eignung bereits seit mindestens 15 Jahren Erfahrungen als Anwalt gesammelt hat. Der Präsident beruft die Richter des Supreme Court.

#### Court of Appeal
Der Court of Appeal (Berufungsgericht) überprüft alle Urteile und Entscheidungen jeder Gerichtsbarkeit und Erlässe des High Court. Auch hier ist der Chief Justice aufgrund seiner Stellung Richter am Court of Appeal. Nicht weniger als 10 Richter sollen am Court of Appeal tätig sein. Der Chief Justice kann zum Zwecke der Unterstützung des Court of Appeal weitere Richter aus der obersten Rechtsprechungsgewalt für eine gewisse Zeit zu Richtern zum Court of Appeal berufen. Nach der Verfassung sollen vorzugsweise die dienstältesten Richter an den Court of Appeal berufen werden. Die Aufgaben einer Kammer des Court of Appeal können auch auf einen Einzelrichter abgegeben werden.
Zum Richter am Court of Appeal kann nur berufen werden, wer neben den charakterlichen Anforderungen auch mindestens 12 Jahren einer Tätigkeit als Rechtsanwalt nachgegangen ist. Die Richter des Court of Appeal werden durch den Präsidenten ernannt nach dem Vorschlag des Rechtsrates (Judicial Councils).

#### High Court
Wiederum ist der Chief Justice als Richter in den High Court berufen sowie nicht weniger als 20 andere Richter, sowie weitere Richter, die zum Zwecke der Unterstützung der bereits berufenen Richter durch den Chief Justice aus der obersten Gerichtsbarkeit in den High Court berufen kann. Der High Court spricht Recht in allen Angelegenheiten des Zivilrechts sowie des Strafrechts und tagt meist durch einen Einzelrichter. Einige Sitzungen werden auch durch eine Jury ergänzt oder durch die Teilnahme von Beisitzern. Soweit der High Court berufen ist, um in Angelegenheiten des Militärrechts zu richten besteht der High Court aus drei Richtern.
Zum Richter am High Court kann nur berufen werden, wer nicht nur charakterlich geeignet ist, sondern auch mindestens 10 Jahre Erfahrung als Rechtsanwalt gesammelt hat. Die Richter des High Court werden durch den Präsidenten ernannt auf Vorschlag des Rechtsrates (Judicial Councils).

#### Regional Tribunals
In jeder der Regionen in Ghana soll ein oberster regionaler Gerichtshof eingesetzt werden. Die regionalen Gerichtshöfe setzten sich neben dem Chief Justice aus einem Vorsitzenden sowie Richtern, die eine Zulassung als Anwalt haben und vom Chief Justice zum Richter ernannt wurden zusammen. Die Amtszeit ist vor dem Amtsantritt schriftlich durch den Chief Justice festzulegen. Die Vorsitzenden der Regional Tribunals werden durch den Präsidenten ernannt nach dem Vorschlag des Rechtsrates (Judicial Councils). Die anderen Richter des Regional Tribunals werden nach dem Vorschlag des Rechtsrates (Judicial Councils) unter Hinzuziehung des regionalen Coordinationsrates der jeweiligen Region ernannt.

#### Judicial Council
Die Verfassung schreibt vor, einen Rechtsrat (Judicial Council) einzurichten, der die Effizienz der Justiz prüft, der Regierung Bericht erstattet und Reformen verwaltet und deren Umsetzung leitet. Auch soll der Rechtsrat eine Plattform bieten, um alle Angelegenheiten der Judikative zu besprechen. Auch dient der Rechtsrat der Unterstützung des Chief Justice bei der Ausführung seiner Pflichten, damit eine effektive Justizverwaltung ermöglicht wird.
Folgende Personen sind Mitglieder des Rechtsrates:
- der Chief Justice hat den Vorsitz
- der Attorney General, ein Minister der Regierung, der die rechtliche Beratung der Regierung übernommen hat
- ein durch die Richter des Supreme Court gewählter Richter des Supreme Court
- ein durch die Richter des Court of Appeal gewählter Richter des Court of Appeal
- ein durch die Richter des High Court gewählter Richter des High Court
- zwei Repräsentanten der Rechtsanwaltskammer in Ghana (Bar Association), von denen mindestens einer der beiden eine mindestens 12-jährige Berufserfahrung als Anwalt vorweisen muss
- ein Repräsentant der Vorsitzenden der Regional Tribunals, der von den Vorsitzenden ernannt wurde
- ein Repräsentant der örtlichen Gerichte und Tribunale
- der Vorsitzende Richter der Militärgerichtsbarkeit
- der Vorsitzende der Rechtsabteilung der Polizeikräfte
- der Herausgeber des Ghana Law Reports
- ein Repräsentant der Mitarbeiter des Rechtswesens, die von der Vereinigung der Mitglieder des Rechtswesens ernannt wird
- ein Stammeshäuptling, der von der Versammlung der Stammeshäuptlinge ernannt wird und
- vier andere Mitglieder, die keine Anwälte sind und von Präsidenten ernannt werden.

#### Gefängnisse
Die traditionelle ghanaische Gesellschaft kannte keine Gefängnisse, wie es sie heute in Ghana gibt. In der Mitte des neunzehnten Jahrhunderts errichtete die Vereinigung der britischen Händler in vier Forts in Ghana Gefängnisse. Eines war in Cape Coast Castle errichtet worden. Im Jahr 1850 hatten diese vier Gefängnisse die Kapazität, etwa 130 Gefangene in Haft zu halten. Verurteilte wurden in der Regel zur Zwangsarbeit vor allem im Straßenbau eingesetzt. Die Gefangenen wurden nicht nur zur Zwangsarbeit gezwungen, sondern auch zu nächtlichen Appellen geweckt und erhielten kaum die zum Leben notwendige Nahrung. Erst ab ca. 1900 wurden Europäer als Wachleute in den Gefängnissen eingesetzt, nach dem Zweiten Weltkrieg wurden ghanaische Wachmänner eingesetzt. Nach 1962 waren alle Gefängnisse lediglich durch Ghanaer betrieben worden.
Unter dem ersten Präsidenten Kwame Nkrumah wurden keine größeren Reformen der Gefängnisse eingeleitet. Erst in der Zeit nach Kwame Nkrumah wurde eine Kommission zur Klärung der Umstände in den Gefängnissen gegründet, die im Jahr 1968 ihre Ergebnisse veröffentlicht. Allen Gefängnissen wurde eine mehr oder weniger eingeschätzte Ungeeignetheit bescheinigt, doch aufgrund der instabilen politischen Verhältnisse im Land konnten keine Veränderungen durchgesetzt werden. Die Gefängnisse behielten ihren schlechten Standard ohne hinreichende sanitären Anlagen und die Möglichkeit der Zubereitung von hygienischen Nahrungsmitteln.
In den ersten Jahrzehnten nach der Unabhängigkeit gehörte das Gefängnissystem nicht zu den Themen, die einer großen grundlegenden Reform unterworfen wurden. Im Jahr 1992 bestanden in Ghana 27 Gefängnisse, inklusive der sechs Hauptgefängnisse für Männer in Accra (Ussher Fort und James Fort), Sekondi, Kumasi, Tamale und Nsawam. Zwei Einrichtungen bestehen für Frauen in Ekuasi, einer kleinen Stadt in der Nähe von Sekondi und in Ho. Fünfzehn weitere kleinere lokale Gefängnisse sind über das ganze land verteilt, zwei davon haben zusätzlich einen Trakt für Frauen. Zwei offene Gefängnisse sind in James Camp in der Nähe von Accra und in Ankaful in der Nähe von Cape Coast.
Im Jahr 1992 waren etwa 70 Prozent der Gefangenen kürzer als sechs Monate in Haft. Neben dem Gefängnissystem werden durch das Ministerium für Arbeit und Soziales Erziehungsanstalten für Jungen (Accra und Jakobu Ashanti) und Mädchen (Kumasi) unterhalten. Ferner gibt es Einrichtungen in Accra, Sekondi, Cape Coast und Kumasi, die männliche Jugendliche betreuen.